# Tempête (torpilleur)
Pour les autres navires du même nom, voir Tempête (navire).
Le Tempête est un torpilleur de la classe Bourrasque construit pour la marine française dans les années 1920.

## Conception et description
Les navires de la classe Bourrasque avaient une longueur totale de 105,6 m, un maître-bau de 9,7 m et un tirant d'eau de 3,5 m. Les navires déplaçaient 1 320 t à charge standard et 1 825 t à pleine charge. Ils étaient propulsés par deux turbines à vapeur à engrenages, chacune entraînant un arbre d'hélice, utilisant la vapeur fournie par trois chaudière à trois tambours Du Temple. Les turbines d'une puissance de 31 000 ch, le propulsait à 33 nœuds (61 km/h) tout en transportant une quantité suffisante de mazout pour une autonomie de 3 000 milles marins (5 556 km) à 15 nœuds (28 km/h).
L'armement principal se composait de quatre canons de 130 mm modèle 1919 en affût simple, une tourelle superposée à l'avant et à l'arrière de la superstructure. Leur armement anti-aérien se composait d'un seul canon de 75 mm modèle 1924. Ils étaient également équipés de deux tubes lance-torpilles triples de 550 mm, une double rampe de grenades anti-sous-marine intégrée dans la poupe ; ceux-ci abritaient un total de seize charges de 200 kg.

## Historique
Le torpilleur Tempête est affecté en Méditerranée au début de la Seconde Guerre mondiale. Au moment de l'armistice du 22 juin 1940, le Tempête est à Toulon. En novembre 1942, il rejoint Casablanca au Maroc lorsque les alliés lancent l'opération Torch. Lors de la bataille navale de Casablanca, le Tempête s'échoue au fond d'un bassin. Après quelques réparations et une modernisation aux États-Unis, il participe aux opérations en Corse puis au débarquement en Provence. Il terminera la guerre et sera mis en réserve en 1947 puis démoli en 1950.